# Campos Amazônicos nationalpark
Campos Amazônicos nationalpark är en nationalpark i Brasilien.  Den ligger i kommunen Novo Aripuanã och delstaten Amazonas, i den centrala delen av landet, 1 700 km nordväst om huvudstaden Brasília.
I omgivningarna runt Campos Amazônicos nationalpark växer i huvudsak städsegrön lövskog. Trakten runt Campos Amazônicos nationalpark är nära nog obefolkad, med mindre än två invånare per kvadratkilometer. Savannklimat råder i trakten. Årsmedeltemperaturen i trakten är 23 °C. Den varmaste månaden är september, då medeltemperaturen är 25 °C, och den kallaste är januari, med 22 °C. Genomsnittlig årsnederbörd är 2 379 millimeter. Den regnigaste månaden är februari, med i genomsnitt 426 mm nederbörd, och den torraste är augusti, med 15 mm nederbörd.